# Estadio Georges-Chaumet
El Estadio Georges-Chaumet (en francés: Stade Georges-Chaumet), conocido hasta 2014 como Estadio de Baduel (en francés: Stade de Baduel), es un estadio multidisciplinario ubicado en Cayena, la capital de la Guayana Francesa en América del Sur. Es utilizada sobre todo por el equipo de fútbol CSC Cayenne. El estadio tiene una capacidad de 7000 asientos, con césped natural y una pista de 400 metros sintética. La plataforma central del estadio, apodada «La caquette», fue restaurada en 2012. También es utilizado para eventos culturales como el "Festival de jazz Kayenn".